# Pseudoclimaciella sarta
Pseudoclimaciella sarta är en insektsart som först beskrevs av Hermann Stitz 1913.  Pseudoclimaciella sarta ingår i släktet Pseudoclimaciella och familjen fångsländor. Inga underarter finns listade i Catalogue of Life.